# Council (Idaho)
Council – miasto w Stanach Zjednoczonych, w stanie Idaho, siedziba administracyjna hrabstwa Adams.